# Zbytiny
Zbytiny är en ort i Tjeckien.   Den ligger i regionen Södra Böhmen, i den sydvästra delen av landet, 130 km söder om huvudstaden Prag. Zbytiny ligger 793 meter över havet och antalet invånare är 318.
Terrängen runt Zbytiny är huvudsakligen kuperad, men den allra närmaste omgivningen är platt. Terrängen runt Zbytiny sluttar norrut.  Trakten runt Zbytiny är nära nog obefolkad, med mindre än två invånare per kvadratkilometer. Närmaste större samhälle är Volary, 7,7 km sydväst om Zbytiny. I omgivningarna runt Zbytiny växer i huvudsak blandskog.